# 保拉德绍什堡
保拉德绍什堡（匈牙利語：Parádsasvár）是匈牙利赫维什州所辖的一个村。总面积16.94平方公里，总人口419，人口密度24.7人/平方公里（2011年1月1日）。